# Live at The Riverboat 1969
Live at The Riverboat 1969 es un álbum en directo del músico canadiense Neil Young, publicado en 2009.
En febrero de 1969, Young realizó una serie de conciertos en The Riverboat, un café de Toronto, Canadá. El álbum, publicado como parte de la caja The Archives Vol. 1 1963-1972, recoge uno de los conciertos ofrecidos en el café.
Una muestra de The Riverboat fue publicada junto al álbum de 2007 Chrome Dreams II. 

## Lista de canciones
Todas las canciones compuestas por Neil Young.
1. Emcee Intro. / Sugar Mountain Intro. – 1:10
2. "Sugar Mountain" – 5:34
3. Incredible Doctor Rap – 3:10
4. "The Old Laughing Lady" – 5:14
5. Audience Observation / Dope Song / Band Names Rap – 2:59
6. "Flying on the Ground Is Wrong" – 3:58
7. On the Way Home Intro. – 0:25
8. "On the Way Home" – 2:40
9. Set Break / Emcee Intro. – 1:20
10. "I've Loved Her So Long" – 2:13
11. Allen A-Dale Rap – 2:20
12. "I Am a Child" – 2:27
13. "1956 Bubblegum Disaster" – 2:04
14. "The Last Trip to Tulsa" – 7:00
15. Words Rap – 2:14
16. "Broken Arrow" – 4:38
17. Turn Down the Lights Rap – 0:53
18. "Whiskey Boot Hill" – 2:22
19. Expecting to Fly Intro. – 0:54
20. "Expecting to Fly" – 2:55

## Personal
- Neil Young: voz, guitarra y armónica